# گالینا بلوگلازووا
گالینا بلوگلازووا (به انگلیسی: Galina Beloglazova) ژیمناست زادهٔ ۱۰ ژوئن ۱۹۶۷ میلادی اهل کشور شوروی است.